# Dybowo (Laski)
Dybowo (niem. Diebau) – dawna osada, obecnie część wsi Laski w Polsce położona w województwie pomorskim, w powiecie malborskim, w gminie Nowy Staw.
Miejscowość wzmiankowana po raz pierwszy w 1711.
Osada leży na obszarze Wielkich Żuław Malborskich.
W latach 1975–1998 miejscowość administracyjnie należała do województwa elbląskiego.